# Jorge Dioni López
Jorge Dioni López   (Benavente, 1974) és un periodista i escriptor espanyol.

## Trajectòria
Al llarg de la seva carrera professional ha col·laborat en publicacions com ara Sport, Marca, Metro o Vanity Fair, i en emissores de ràdio com Cadena SER, Radio Nacional de España o Ràdio Gràcia. També ha realitzat tasques de redacció, correcció i edició per a diverses empreses i institucions, així com tasques de comunicació corporativa.
Dioni ha participat en dues antologies de temàtica diversa, Segunda parábola de los talentos (2011) i La carne despierta (2013), ambdues publicades per Gens Ediciones. El seu assaig La España de las piscinas (Arpa, 2021), que analitza les polítiques urbanístiques de les darreres dècades a Espanya i el seu impacte sociopolític, ha estat reconegut com el millor assaig de l'any pel Gremi de Llibreries de Madrid. El 2023 va escriure El malestar de las ciudades en què analitza problemes de les ciutats contemporànies com són la gentrificació, la contaminació, l'especulació i la privatització de l'espai públic, entre d'altres.